# Krauschwitz (Teuchern)
Krauschwitz – dzielnica miasta Teuchern w Niemczech, w kraju związkowym Saksonia-Anhalt, w powiecie Burgenland.
Dp 31 grudnia 2010 gmina, należąca do wspólnoty administracyjnej Vier Berge-Teucherner Land.
W Krössuln, części Krauschwitz, urodził się Johann David Heinichen – niemiecki kompozytor i teoretyk muzyki.